# True Story (EP)
True Story er en EP af den danske popduo New:Name, der udkom den 20. maj 2016 på Sony Music.
New:Name vandt X Factor 2016 den 1. april 2016 under navnet Embrace, og udgav vindersinglen "Commitment Issues". Præmien for at vinde X Factor var indspilningen af en EP, hvor én af sangene ville blive produceret af de engelske producere Julian Bunetta og John Ryan, der tidligere har arbejdet med One Direction, John Legend og Jason Derulo. "Don't You Wait", produceret af Bunetta og Ryan, udkom som duoens anden single den 20. maj 2016. Om singlen har duoen udtalt: "Den er festlig og har sin helt egen udstråling i forhold til det, vi før har arbejdet med. Derudover har den et fedt budskab; at gode ting ikke kun sker for dem som venter, men også for dem som griber chancen".

## Spor
| #  | Titel                          | Sangskriver(e)                                                                                              | Producer(e)                                | Længde |
| -- | ------------------------------ | --- | ------------------------------------------ | ------ |
| 1. | "Don't You Wait"               | Elle Vee, Andrew Haas, Ian Franzino                                                                         | Julian Bunetta, John Ryan, Afterhrs        | 3:08   |
| 2. | "See Through You/Heartbreaker" | Azilda Kaputu, Henry Russell Walter, Benjamin Levin, Lukasz Gottwald, Ammar Malik, Marina Lambini Diamandis | Johannes Jørgensen, Martin Michael Larsson | 3:27   |
| 3. | "We Are Not Alone"             | Azilda Kaputu, Anilde Kaputu, Tore Nissen, Remee S. Jackman                                                 | Nissen, Mikkel Gemzøe, Jørgensen           | 2:57   |
| 4. | "Commitment Issues"            | Emily Poppy Andrews, Daniel Fält, Marcus Winther-John                                                       | Jørgensen, Fält[a]                         | 3:16   |
| 5. | "Frit land" (cover)            | Carl Emil Møller Petersen                                                                                   | Jørgensen                                  | 3:15   |

Noter
- ↑[a] angiver co-producer
- "See Through You/Heartbreaker" indeholder elementer fra "How to Be a Heartbreaker" (2012) af Marina and the Diamonds.